# 298. strelska divizija (ZSSR)
298. strelska divizija (izvirno rusko 298. стрелковая дивизия; kratica 298. SD) je bila strelska divizija Rdeče armade v času druge svetovne vojne.

## Zgodovina
Divizija je bila ustanovljena avgusta 1941 v Moskovskem vojaškem okrožju in uničena oktobra 1941. Ponovno je bila ustanovljena januarja 1942 in marca 1943 je bila preimenovana v 80. gardno strelsko divizijo. Tretjič je bila ustanovljena julija 1943.